# Leopold Gräser
Leopold Gräser (* 14. Januar 1869 in Malsch; † 18. November 1927 in Karlsruhe) war ein badischer Verwaltungsbeamter.

## Leben
Nach dem Besuch der Höheren Bürgerschule Ettlingen und dem Gymnasium in Rastatt und Karlsruhe  studierte Gräser von 1887 bis 1891 Rechtswissenschaften an den Universitäten Würzburg, München, Heidelberg und Berlin und legte 1895 die 2. juristische Staatsprüfung ab. 1892 bis 1895 war er als Volontär bei diversen Amtsgerichten, sowie den Landgerichten in Waldshut und Mannheim tätig. Anschließend arbeitete er bis 1900 in untergeordneter Position bei verschiedenen badischen Bezirksämtern. 1900 wurde er Amtmann im Bezirksamt Mosbach und 1902 in Pforzheim. 1905 wirkte er kurzzeitig in den Bezirksämtern Karlsruhe und Boxberg, wo er 1906 bis 1907 Oberamtmann war. Anschließend übernahm er die Leitung des Bezirksamtes Buchen. 1912 bis 1919 leitete er als Polizeidirektor die Polizeiabteilung des Bezirksamtes Mannheim, wobei er 1917 zum geheimen Regierungsrat ernannt wurde. 1919 wurde er Amtsvorstand im Bezirksamt Lörrach. Nachdem am 24. Juni 1922 der Reichsaussenministers Walther Rathenau in Berlin ermordet wurde, kam es am 27. Juni 1922 und 4. Juli 1922 auch in Lörrach zu Demonstrationen. Am 4. Juli forderten die Demonstranten den Rückzug der beim Bezirksamt zusammengezogenen Polizeieinheit. Leopold Gräser kam dieser Forderung nach um die Situation zu beruhigen. Der badische Innenminister Adam Remmele (SPD) missbilligte in der Landtagssitzung vom 17. Juli 1922 den von Gräser mit den Demonstranten ausgehandelten Kompromiss ausdrücklich.
Vom 14. bis 24. September 1923 kam es in Lörrach zum Oberbadischer Aufstand in dessen Verlauf Demonstrationen für wirtschaftliche Forderungen der Arbeiterschaft eskalierten und es zu Schusswechseln zwischen Demonstranten und der Bereitschaftspolizei kam. Oberamtmann Gräser und Bürgermeister Gugelmeier versuchten vergeblich zwischen den Demonstranten und den Textilindustriellen zu vermitteln und forderten beim Landeskommissär in Freiburg Polizeiverstärkung an. Eine spätere Lagebeurteilung, dass ein Einsatz der Bereitschaftspolizei nicht erforderlich sei, wurde von den übergeordneten Behörden nicht mehr berücksichtigt und die Unruhen wurden mit Gewalt beendet.
1924 wurde Gräser der Landeskommissärbezirk Karlsruhe übertragen. Dieses Amt hatte er bis zu seinem Tod 1927 inne.